# Affinitetslagarna
Affinitetslagarna för rotodynamiska strömningsmaskiner är en uppsättning formler som beskriver förhållandet mellan konstruktionsparametrar och funktionsparametrar på ett sätt som gör det möjligt att beräkna prestanda av en skalad geometri av en hydraulisk strömningsmaskin, till exempel en centrifugalpump.
Q ~ n D3
H ~ n2 D2
P ~ n3 D5
Q=Flöde
H=Tryckhöjd
P=Effekt
n=Varvtal
D=Dimensionsparameter, skalfaktor d.v.s. inte diameter (om man svarvar diametern ändrar man det specifika varvtalet och affinitetslagarna gäller ej)